# Loxogramme scolopendria
Loxogramme scolopendria là một loài thực vật có mạch trong họ Polypodiaceae. Loài này được (Bory) Presley miêu tả khoa học đầu tiên.